# Tag der Briefmarke
Der Tag der Briefmarke (TdB) geht auf eine Idee von Hans von Rudolphi zurück und wurde erstmals im Dezember 1935 in Österreich begangen. Er sollte auf die Bedeutung der Briefmarke für die Post und die Allgemeinheit durch Ausstellungen, Sondermarken etc. hinweisen.
In Deutschland wurde der Tag der Briefmarke zum ersten Mal am 7. Januar 1936, dem Geburtstag von Heinrich von Stephan, begangen. Bis zum Zweiten Weltkrieg war dann der auf den 7. Januar folgende Sonntag dafür vorgesehen. Nach 1948 wurde der Tag auf den letzten Sonntag im Oktober verlegt.
In der Schweiz und in Österreich wird der Tag heute noch im Dezember begangen. 2006 wurde der Tag in der Schweiz in Olten gefeiert, 2007 war er in Einsiedeln. Für 2008 war die Austragung in Bellinzona geplant. Die Schweizerische Post widmet dem Tag in der Regel eine eigene Briefmarke.

## Briefmarken
Zum Tag der Briefmarke gibt es viele Sonderausgaben verschiedener Länder. Darunter auch aus Deutschland, Österreich und der Schweiz. Für die einzelnen Länderserien siehe:
- Tag der Briefmarke (Deutsches Reich)
- Tag der Briefmarke (DDR)
- Tag der Briefmarke (Berlin)
- Tag der Briefmarke (Deutschland) enthält alle von der Deutschen Bundespost seit 1949 herausgegebenen Marken der Serie, sowie alle von der Deutschen Post im Auftrage der Bundesrepublik Deutschland bis heute herausgegebenen Marken.

Weitere Beispiele aus anderen Ländern sind:

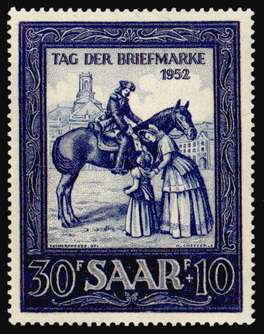
Saarländische Briefmarke (1952): Postreiter
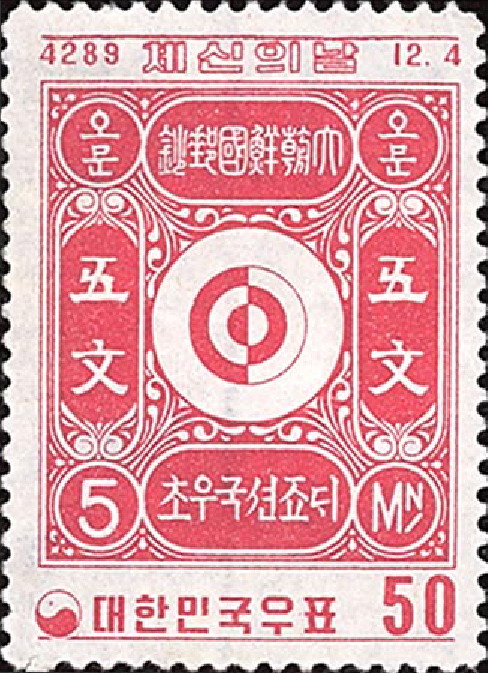
Südkoreanische Briefmarke (1956)
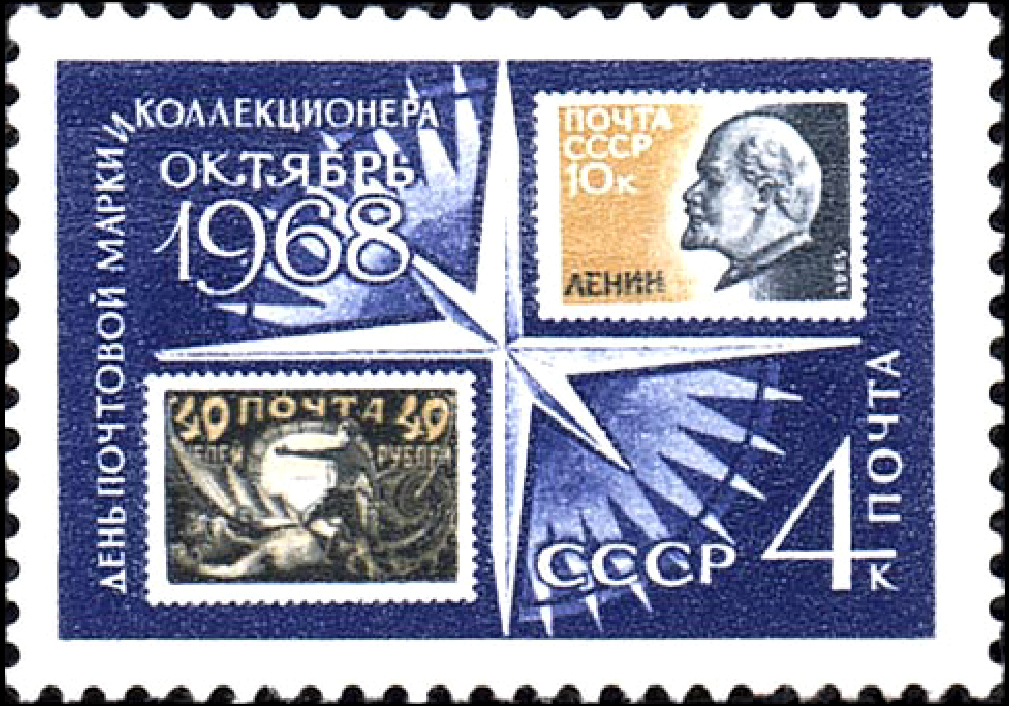
Sowjetische Briefmarke (1968)
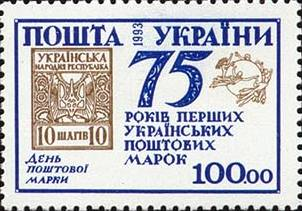
Ukrainische Briefmarke (1993)
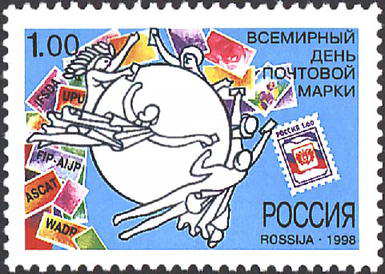
Russische Briefmarke (1998)
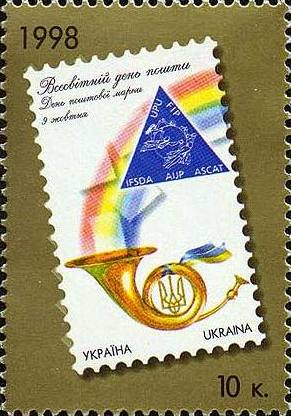
Ukrainische Briefmarke (1998)
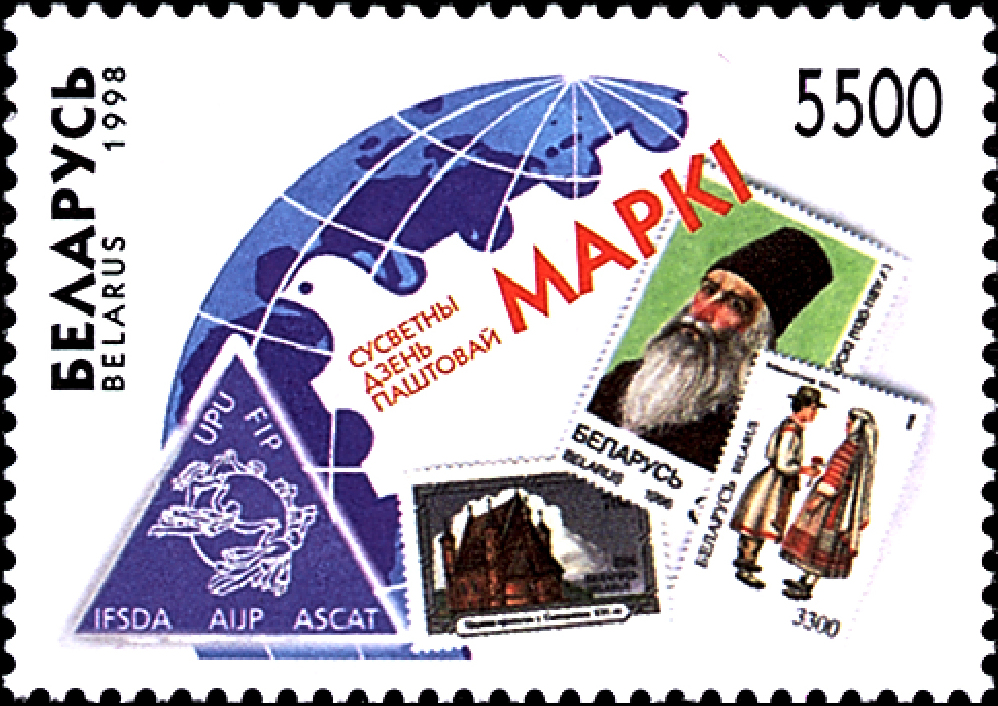
belarussische Briefmarke (1998)